# Tour of Elk Grove
Le Tour of Elk Grove est une course cycliste par étapes américaine disputée dans l'Illinois.

## Histoire
Créé en 2006, il est alors formé de deux critériums. Il devient une course par étapes l'année suivante. Il fait partie du calendrier national de course d'USA Cycling en 2007, 2009 et 2010. Le Tour of Elk Grove est la course dotée de la plus grosse prime de ce calendrier en 2009 et 2010,.
En 2011, le Tour of Elk Grove intègre le calendrier de l'UCI America Tour en catégorie 2.2. Elle peut ainsi inviter des équipes continentales professionnelles. Afin de se conformer au règlement de l'Union cycliste internationale, l'étape disputée sous forme de critérium est remplacée par une course sur un circuit de plus de 20 km. En 2012, la course est reclassée en catégorie 2.1.

## Palmarès
| Année     | Vainqueur         | Deuxième              | Troisième           |
| --------- | ----------------- | --------------------- | ------------------- |
| 2006 (I)  | Hilton Clarke     | Christian Vande Velde | Gordon Fraser       |
| 2006 (II) | Hilton Clarke     | Brad Huff             | Alejandro Acton     |
| 2007      | Nathan O'Neill    | Michael Friedman      | Timothy Duggan      |
| 2008      | David Veilleux    | Hilton Clarke         | Tom Zirbel          |
| 2009      | Karl Menzies      | Brent Bookwalter      | Tom Zirbel          |
| 2010      | Jonathan Cantwell | David Veilleux        | Karl Menzies        |
| 2011      | Luis Amarán       | Robert Sweeting       | Chad Haga           |
| 2012      | François Parisien | John Murphy           | Andy Jacques-Maynes |
| 2013      | Elia Viviani      | Ryan Anderson         | John Murphy         |